# Hryhorij Kriss
Hryhorij Kriss (ukrainisch Григорій Якович Крісс oder russisch Григорий Яковлевич Крисс Grigori Jakowlewitsch Kriss; geboren am 24. Dezember 1940 in Kiew, Ukrainische SSR) ist ein ehemaliger sowjetischer Degenfechter, der vier olympische Medaillen gewann.

## Sportliche Karriere
Der sowjetische Meister des Jahres 1964 war international weitgehend unbekannt, als er bei den Olympischen Spielen 1964 in Tokio die Goldmedaille im Degenfechten vor dem Briten Henry Hoskins und seinem sowjetischen Landsmann Guram Kostawa gewann. Im Mannschaftswettbewerb schied die sowjetische Equipe gegen die späteren Olympiasieger aus Ungarn aus. Im Jahr darauf siegten bei den Fechtweltmeisterschaften 1965 die Franzosen gegen die Briten, die sowjetische Equipe mit Wladimir Donjin, Bruno Habārovs, Guram Kostawa, Hryhorij Kriss und Alexei Nikantschikow erhielt die Bronzemedaille. Die Fechtweltmeisterschaften 1966 fanden in Moskau statt, die sowjetische Equipe gewann vor heimischem Publikum die Silbermedaille hinter den Franzosen in der Aufstellung Wladimir Godsiew, Guram Kostawa, Hryhorij Kriss, Alexei Nikantschikow und Juri Smoljakow. 1967 siegte bei den Weltmeisterschaften in Montreal im Degeneinzel Nikantschikow vor Kriss. Die Mannschaftswertung gewannen die beiden zusammen mit Kostawa, Wiktor Modsolewski und Jossyp Witebskyj. 
Bei den Olympischen Spielen 1968 in Mexiko-Stadt gewann der Ungar Győző Kulcsár sowohl im Einzel als auch mit der Mannschaft Gold. Im Degen-Einzel fiel die Entscheidung im Stichkampf zugunsten des Ungarn, Kriss erhielt Silber und der Italiener Gianluigi Saccaro Bronze. In der Mannschaftswertung siegten die Ungarn mit 7:4 gegen die sowjetische Equipe mit Kriss, Modsolewski, Nikantschikow, Smoljakow und Witebskyj. 1969 gehörten bei den Weltmeisterschaften in Havanna nur noch Kriss und Nikantschikow zur sowjetischen Equipe. Zusammen mit Serhij Paramonow, Igor Valetov und Georgi Zažitski gewannen sie den Mannschaftstitel gegen die Ungarn.  Zwei Jahre später gewann Hryhorij Kriss bei den Fechtweltmeisterschaften 1971 in Wien den Titel im Einzel, die sowjetische Equipe mit Kriss, Modsolewski, Nikantschikow, Paramonow und Valetov erkämpfte die Silbermedaille hinter den Ungarn. Bei den Olympischen Spielen 1972 in München schied Kriss im Einzelwettbewerb in der Vorschlussrunde aus. Die sowjetische Equipe mit Kriss, Modsolewski, Paramonow, Valetov und Zažitski unterlag im Halbfinale gegen die Ungarn, besiegte dann aber im Kampf um Bronze die Franzosen.
Der Linkshänder vom Armeesportklub Kiew war 1964, 1965, 1967, 1968 und 1970 sowjetischer Meister im Degenfechten. 1989 wurde er in die International Jewish Sports Hall of Fame aufgenommen.